# Dogs of War (álbum)
Dogs of War es el duodécimo álbum de estudio de la banda británica de heavy metal Saxon, publicado en 1995 por Virgin Records. De acuerdo con la crítica especializada la banda se encargó de traer de regreso su clásico sonido, dejando atrás por completo su etapa con EMI Music, que le valió ser considerado como una de sus mejores producciones. Por otro lado, fue el último trabajo con Graham Oliver, ya que luego de su lanzamiento anunció su retiro de la banda.
En 2006 se remasterizó por el sello SPV/Steamhammer Records, que incluyó dos pistas adicionales: «The Great White Buffalo» y «Denim and Leather», ambas grabadas en vivo en 1995.

## Lista de canciones
Todas las canciones escritas por Biff Byford y Nigel Glockler.

| N.º | Título                           | Duración |  |
| 1.  | «Dogs of War»                    | 4:36     |  |
| 2.  | «Burning Wheels»                 | 4:10     |  |
| 3.  | «Don't Worry»                    | 5:17     |  |
| 4.  | «Big Twin Rolling (Coming Home)» | 5:23     |  |
| 5.  | «Hold On»                        | 4:31     |  |
| 6.  | «The Great White Buffalo»        | 5:52     |  |
| 7.  | «Demolition Alley»               | 6:09     |  |
| 8.  | «Walking Through Tokyo»          | 5:50     |  |
| 9.  | «Give It All Away»               | 4:03     |  |
| 10. | «Yesterday's Gone»               | 3:43     |  |

| Pistas adicionales en remasterización de 2006 |                                     |                                     |          |  |
| N.º                                           | Título                              | Escritor(es)                        | Duración |  |
| 11.                                           | «The Great White Buffalo» (en vivo) |                                     |          |  |
| 12.                                           | «Denim and Leather» (en vivo)       | Byford, Quinn, Oliver, Dawson, Gill |          |  |

## Miembros
- Biff Byford: voz
- Paul Quinn: guitarra eléctrica
- Graham Oliver: guitarra eléctrica
- Nibbs Carter: bajo
- Nigel Glockler: batería